# 幽灵图

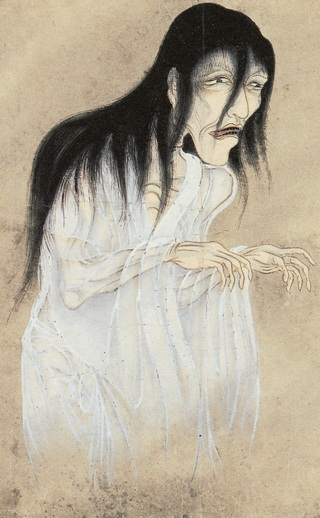
佐脇嵩之所作《幽灵》(1737)

幽灵图（日语：／ Yūrei zu）是由鬼魂、恶魔和其他鬼神為題材的日本繪畫流派。而幽灵图也被认为是日本的风俗画，于19世纪末的幕末时期最為盛行。

## 幽灵的定義
幽灵可包括化身物、妖怪、死灵（亡灵（日语：亡霊）等。信仰超自然生物是日本的一项悠久传统。幽灵的来源包括佛教，道教和中国民间传说。最显着的影响，是日本神道的泛灵论，它指出我们的物质世界是由800万无所不在的鬼神所组成。
日本的鬼魂基本上是从地府中为了完成一个优秀的使命而“请假”外出。而日本的灵魂（日语：霊魂）则是那些枉死、死無葬身之地、或死后有着强烈的怨念、以及無主孤魂。而他们的“灵魂”实现了愿望后，则可以转世。根据糅合佛教及民間信仰的思想，从現世（日语：この世）到靈界（日语：あの世）需要七七四十九天，而在中陰身，他们可以在這段期間解决现世未解决的问题。而个人一生的痛苦程度与他们在前世的惡行严重程度有密切的关系。虽然幽灵们的意图并不总是邪恶的，但他们的行动的结果却几乎总是对人类有害。而有信仰认为，鬼魂只能通过一名在世的人的祈祷来得到释放，他的灵魂才能被允许进入冥界。

## 历史背景

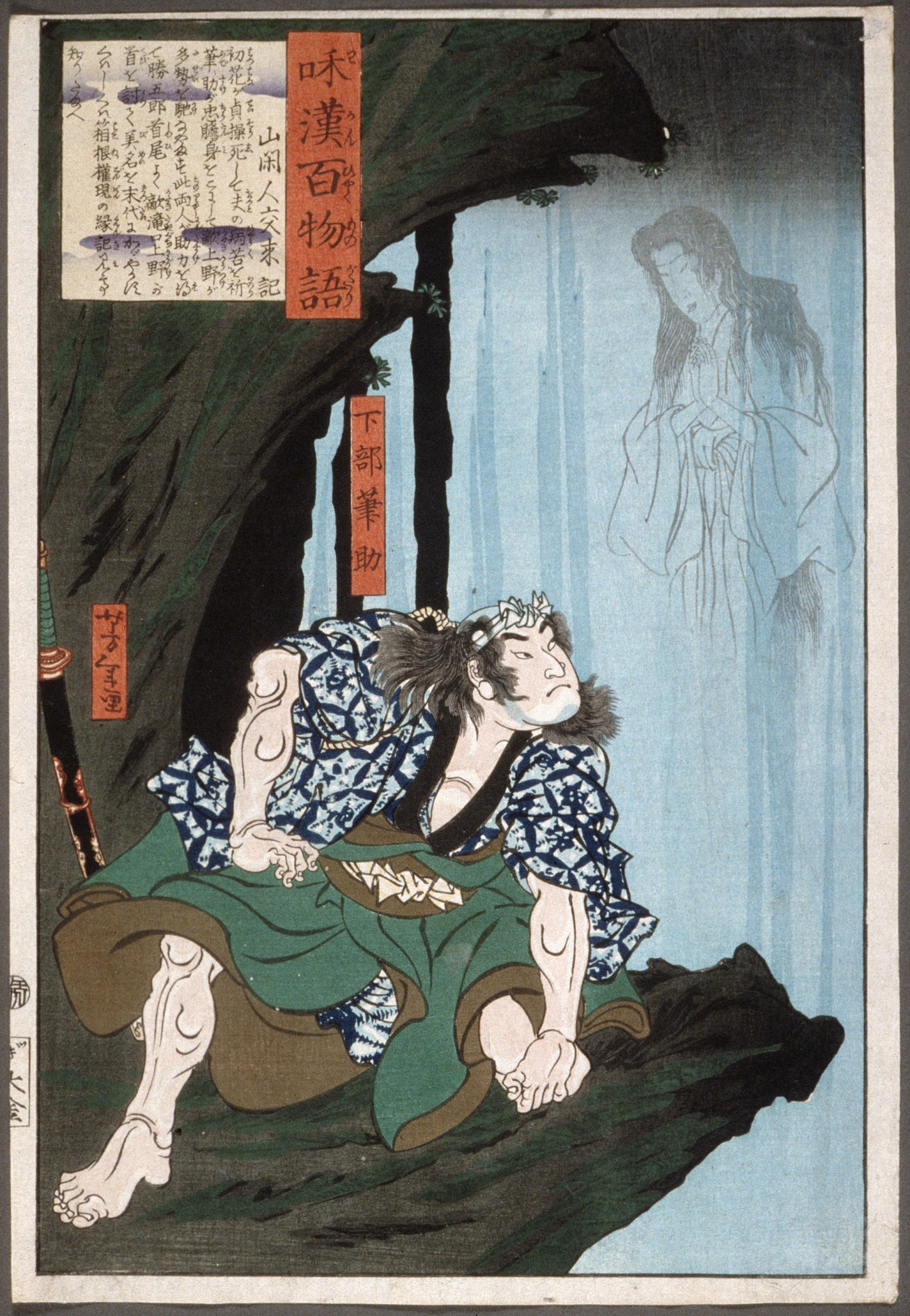
月岡芳年的作品《和漢百物語》中《下部筆助》描述下部筆助在瀑布遇到烈女初花的幽灵（c. 1865）

存在于日本画卷的幽灵形象，以及血腥和怪诞的场景轴可以追溯到平安時代，而这个传统一直持续到近几个世纪以来， 例如“幽灵画”在19世纪后期达到流行巅峰状态，与幽灵相关的“歌舞伎”以及与幽灵相关的怪談。学术机构“persistent popularity”认为这种神秘物是在“不稳定的社会条件”的江户后期盛行，其中包括普遍存在压迫的德川幕府政权、西方的入侵以及一些自然灾害。

## 幽灵图及戏剧

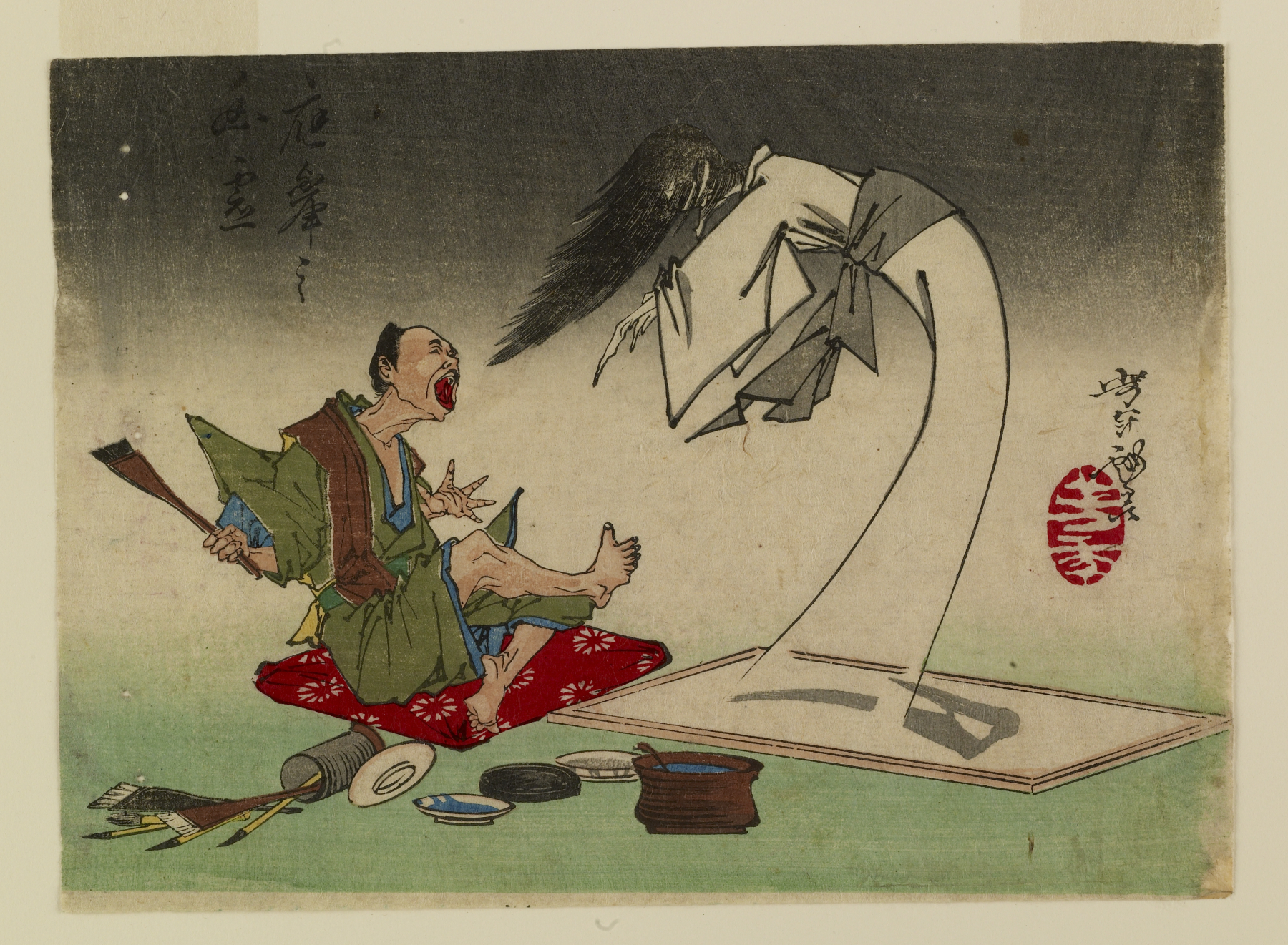
圆山应举所创作幽灵(1882)

日本的鬼故事有着悠久的民俗传统，在江戶時代初开始便成為戲劇題材。至于歌舞伎在18世纪后开始流行，也创作出了很多以幽灵为题材的戏剧。

## 审查
德川政权试图恢复其封建农业基础，于1842年开始进行天保改革（日语：天保の改革），改革涉及到日常生活的许多方面。除了经济、军事、农业、宗教外，還包括艺术。改革的目的是从根本上稳定物价和令人民忠於政權，而在艺术领域的改革使得如艺妓、花魁等妓女和歌舞伎題材作品被禁止。1842年老中水野忠邦下令禁買賣歌舞伎伶人、遊女和艺妓等被認為是有傷風化版画。促使了浮世繪轉向非現實題材發展。

## 脚注
1. 1 2  Schaap 1998, 17
2. 1 2 3  Addis 1985, 178
3. 1 2 3 4  Rubin 2000
4. 1 2  Richie 1983, 7
5. ↑  Monstrous.com
6. ↑  Iwasaki and Toelken 1994, 15
7. ↑  Jordan 1985, 27
8. ↑  Fensom 2012
9. ↑  Bell 2004, 140
10. ↑  See Addis 1985, 178; Rubin 2000; Harris 2010, 156; Schaap 1998, 17
11. ↑  In addition to floods and earthquakes, Japan was blighted by a series of droughts which led to twenty periods of famine between 1675 and 1837 (Dolan and Worden 1994)
12. ↑  《大英百科全书》中天保改革。
13. 1 2  The Fitzwilliam Museum
14. ↑  Harris 2010, 156